# Vera C. Rubin Observatory

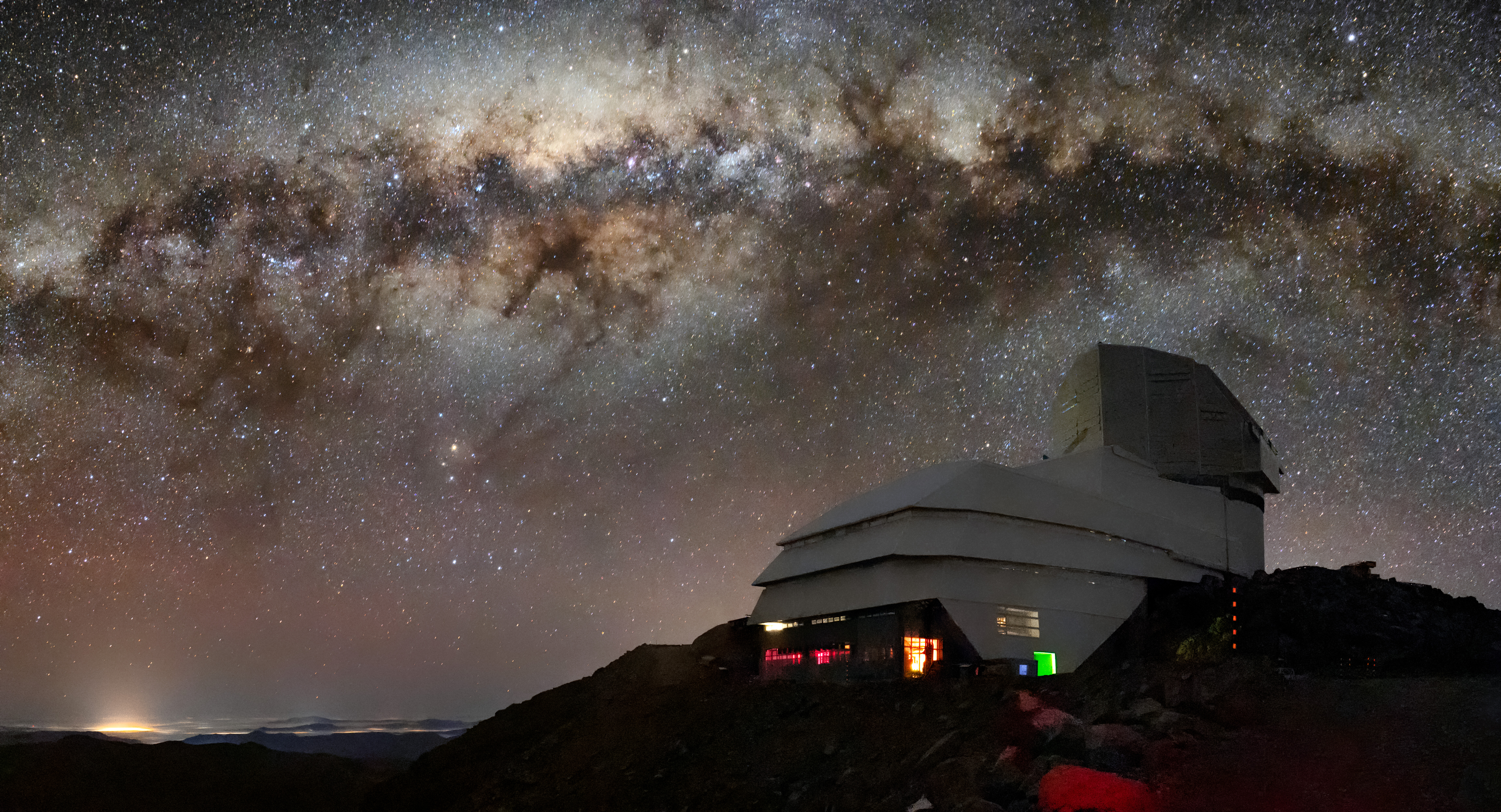
Het Vera C. Rubin Observatory en de melkweg

Het Vera C. Rubin Observatory (voorheen bekend als de Large Synoptic Survey Telescope of LSST) is een astronomisch observatorium in Chili. Het is genoemd naar de Amerikaanse astronome Vera Rubin, die onderzoek deed naar de rotatiesnelheden van sterrenstelsels. De telescoop van het observatorium heet officieel de Simonyi Survey Telescope, naar een van de geldschieters. Het observatorium werd in gebruik genomen in juni 2025.

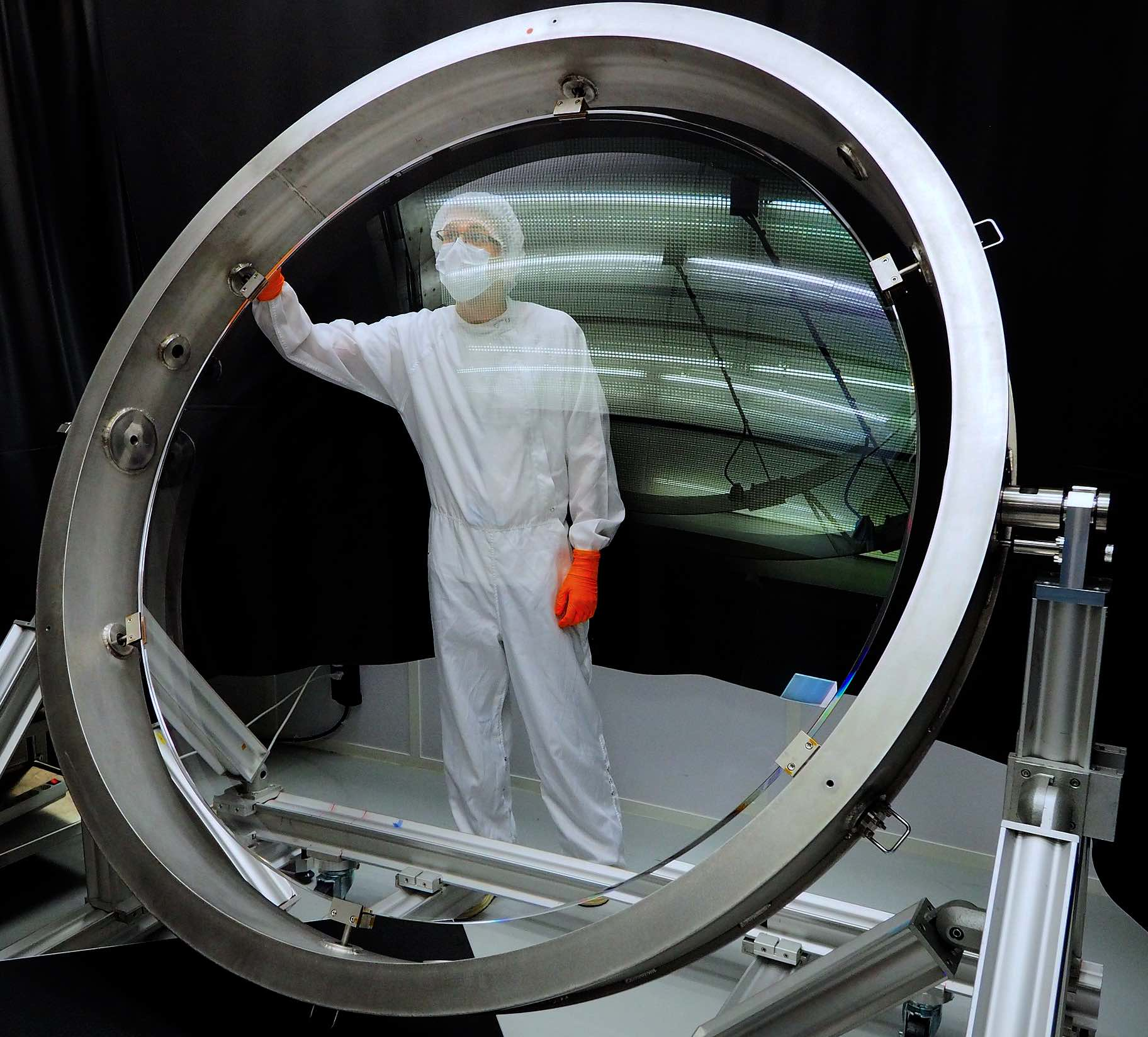
De lens

Het Vera C. Rubin Observatory zal om de paar nachten, over een periode van tien jaar, een astronomische time-lapse-opname maken van de zuidelijke hemel, de Legacy Survey of Space and Time (eveneens afgekort als LSST).

## Beschrijving
De telescoop bestaat uit een 8,4 meter grote primaire spiegel, een 3,4 meter grote secundaire spiegel en een 5 meter grote tertiaire spiegel, die ligt 'ingebed' in de hoofdspiegel. De extreem compacte telescoop, een uniek ontwerp, weegt ongeveer 350 ton, en rust op een holle betonnen zuil met een buitendiameter van 16 meter en een wanddikte van 1,25 meter. Het is een gezamenlijk initiatief van de  U.S. National Science Foundation (NSF) en het Energy's Office of Science en wordt bediend door het NOIRLab en het SLAC National Accelerator Laboratory.

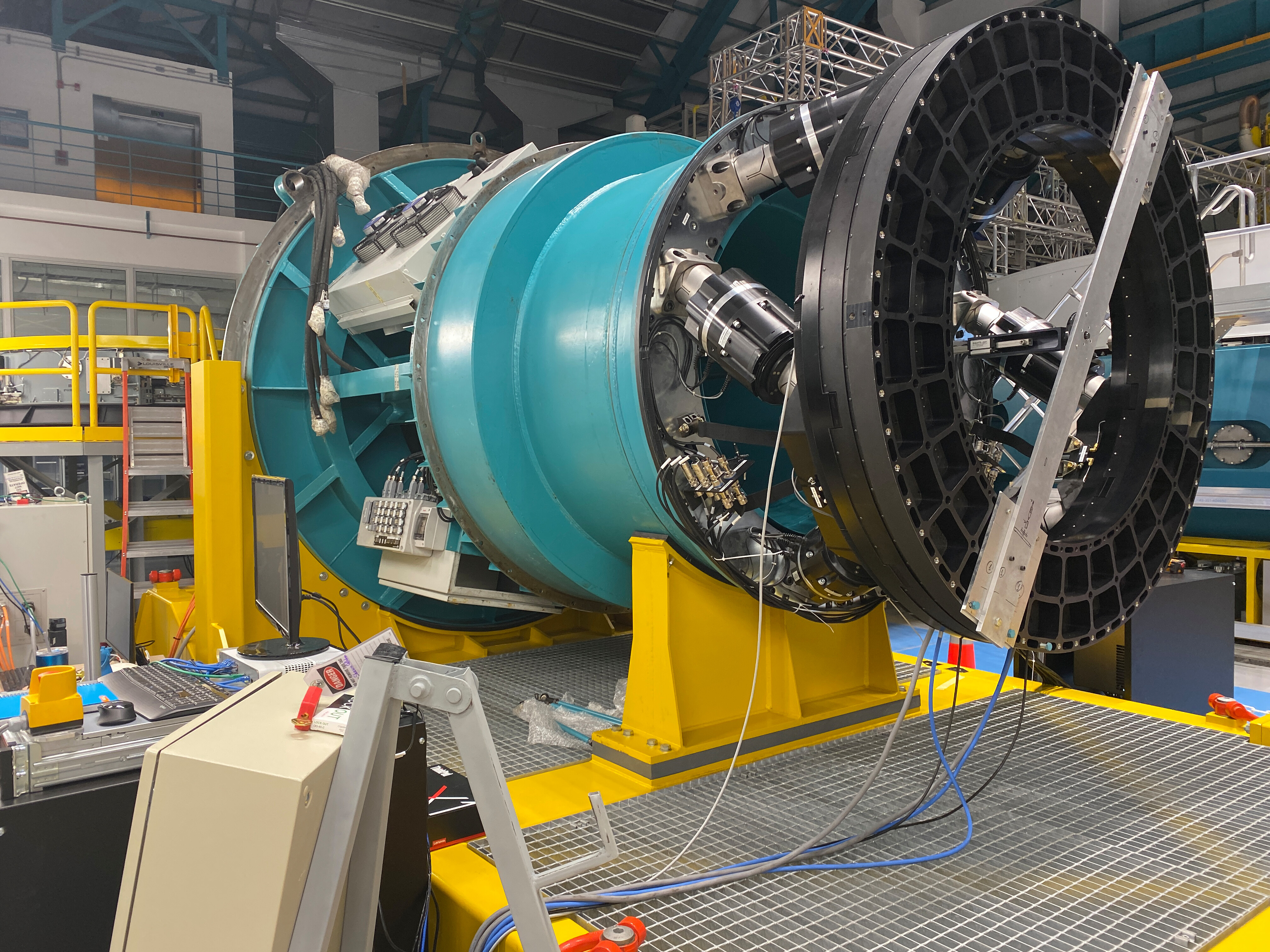
De digitale camera in opbouw

Er is een drie ton zware digitale camera aanwezig, die met 3,2 miljard pixels de grootste is in de geschiedenis. Hij beschikt over een beeldveld met een middellijn van 3,5 graden (zeven keer de schijnbare middellijn van de volle maan). Elke afzonderlijke opname heeft een belichtingstijd van slechts vijftien à twintig seconden. Zo worden sterren en sterrenstelsels die miljoenen malen zo zwak zijn als wat zichtbaar is met het blote oog toch zichtbaar. Elke heldere nacht worden circa 1000 digitale foto's gemaakt.

## Locatie
Amerikaanse astronomen namen deze telescoop, gelegen op de 2700 meter hoge bergtop Cerro Pachón in Noord-Chili in april 2025 in gebruik. Op 24 juni 2025 werden de zogeheten first light-foto's getoond, de eerste opnamen van deze telescoop.